# Опиц, Мартин
Ма́ртин О́пиц (нем. Martin Opitz; 23 декабря 1597, Бунцлау — 20 августа 1639, Данциг) — немецкий поэт, основное направление классицизм, создатель первой поэтики на немецком языке.

## Биография
Учился в гимназии в Бунцлау, затем, с 1617, — в высшей школе в Бойтене-на-Одере, где изучал французскую, нидерландскую и итальянскую поэзию. В 1618 поступил в университет во Франкфурте-на-Одере, в том же году выступил с небольшим трактатом «Aristarchus sive de contemptu linguae teutonicae», в котором защищал право родного языка на литературную жизнь и доказывал, что немецкий язык не менее французского или итальянского способен создать новую литературу по великим образцам классической древности.
В 1619 в Гейдельберге возглавил кружок молодых поэтов, группировавшихся вокруг Цинкгрефа и стремившихся к созданию национальной поэзии. В 1620 кружок, вследствие военных событий, рассеялся, и Опиц бежал в Лейден, где приобрёл расположение Даниэла Хейнсия, чью латинскую оду на рождение Христа он перевёл еще в Гейдельберге. В 1622, по приглашению князя семиградского Бетлена Габора, Опиц сделался профессором философии и изящных искусств в высшей школе Вайсенбурга. Здесь он написал описательно-дидактическую поэму «Zlatna oder von Ruhe des Gemüts» и начал обширный, но оставшийся неоконченным труд о древностях Дакии («Dacia antiqua»).
В 1624 Опиц поступил на службу к герцогу лигниц-бригскому Георгу Рудольфу. В 1625 посетил Вену, где преподнёс Фердинанду II оду на смерть эрцгерцога Карла, за что император собственноручно короновал его поэтическим венком, а в 1628 возвёл его в дворянство под именем «фон Боберфельд». В 1629 так называемое «плодоносное общество», учреждённое в Веймаре для очищения немецкого языка и первоначально относившееся неприязненно к стремлениям Опица, избрало его своим членом, присвоив ему прозвище «увенчанного».
В 1626 Опиц, будучи протестантом, поступил секретарём к графу Карлу-Ганнибалу фон Дона, прославившемуся жестокими преследованиями протестантов; по его поручению Опиц перевёл полемическое сочинение иезуита Бекануса против протестантов (1631). Служба при графе предоставила Опицу возможность посетить в 1630 Париж, где он познакомился с Гуго Гроцием, трактат которого об истине христианства перевёл на немецкий язык в стихах. В 1635 Опиц поселился в Данциге. За оду в честь польского короля Владислава IV был назначен королевским секретарём и историографом Польши; приступил к изучению сарматских древностей, но в то же время много занимался древненемецкой поэзией и издал с латинскими примечаниями «Песнь о св. Анноне» (Данциг, 1639), оригинал которой затерян.
В 1639 умер от чумы. Похоронен в Церкви Девы Марии.

## Значение

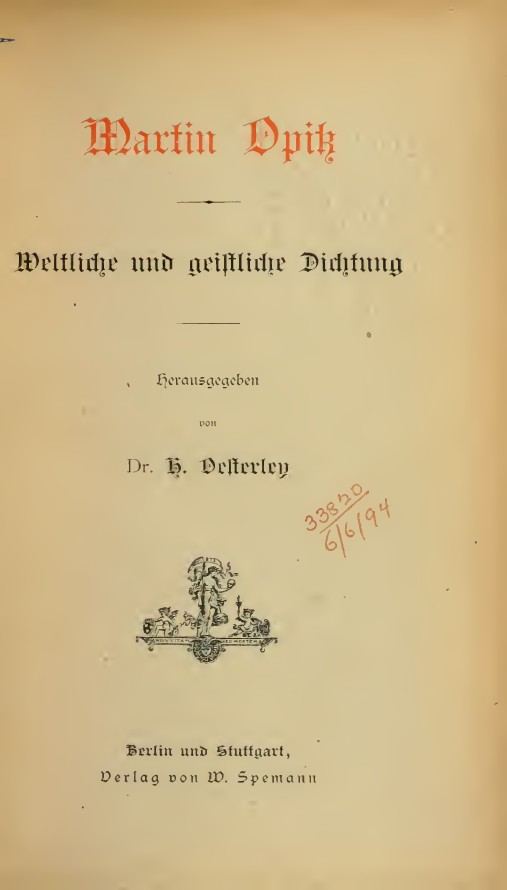
Weltliche und geistliche Dichtung (1888)

Значение Опица в истории немецкой литературы покоится не на его поэтических произведениях, а на установленных им теоретических правилах поэтики, приведших к реформе немецкой метрики и к усвоению в Германии поэтического стиля Возрождения. Его «Книга о немецкой поэтике» («Buch von der deutschen Poeterey», Бреслау, 1624; нов. изд. Галле, 1876), в сущности представляющая собой лишь переложение латинской пиитики Скалигера (1561) с дополнениями из Ронсара и Хейнсия, явилась выражением давно уже назревшей системы и послужила главным учебником для последующего времени. Главнейшая заслуга Опица заключается в том, что он положил конец силлабическим стихам XVI в., в которых метрический акцент мог падать на слог без ударения, и установил на твёрдых началах новую метрику, сущность которой сводится к тому, что ударяемый слог считается за долгий (стихосложение тоническое). Вместе с тем Опиц стремился перенести в немецкую поэзию ту поэтическую технику, которой держались гуманисты на латинском языке. Он старался возвысить язык поэзии над обыденной речью, умножить поэтические прилагательные, ввести сравнения, благозвучные сложные слова, найти подходящее применение античной мифологии и другой учёности, заимствовать у древних риторические фигуры и другие поэтические средства. Подобно Ломоносову, Опиц устанавливал для каждого вида поэзии особый стиль. Существо отдельных видов поэзии он определял самым внешним образом; так, эпос, по его словам, отличается обширностью, трагедия трактует о королевской воле, убийстве, отчаянии, пожарах и т. п. Хотя во введении поэтического стиля Возрождения Опиц имел предшественником более талантливого Веккерлина, а после него явился целый ряд поэтик, лучше отделанных, тем не менее с именем Опица до эпохи Фридриха Великого связывалось в Германии не только улучшение метрики, но и начало новой литературной эпохи.
В течение столетия поэзия Опица считалась в Германии непревзойдённым образцом. По замечанию Шефера, никогда поэт со столь малым правом не достигал видного положения в истории литературы, как Опиц. Он имел небольшой талант, пригодный для лёгкой поэзии; ему удавалась общественная песнь, до известной степени и песнь религиозная, но в качестве теоретика он брался за торжественные оды, трагедии и обширные поэмы — и в результате получались посредственные произведения, написанные плавными стихами и чистым языком, но чуждые всякого вдохновения. Его «Пастораль о нимфе Эрцинии» («Schäfferey von der Nymphe Hercinie», 1630) — скучная прозаическая идиллия, сводящаяся к лести покровителям. Его описательные поэмы, из которых наиболее удачной считается «Vesuvius», часто прозаичны. «Утешительные песни в превратностях войны» («Trostgedichte in Widerwärtigkeit des Kriegs») наряду с ярким изображением ужасов, разразившихся над Германией, и с сильными выходками против религиозных насилий, представляют нескончаемые рассуждения, свидетельствующие о душевной сухости поэта.
Собрания сочинений Опица были трижды изданы при его жизни; 4-е издание, подготовленное ещё самим Опицем, вышло в Данциге в 1641. Издание, вышедшее в Бреславле в 1690, неполно и весьма неудовлетворительно. Критическое издание сочинений Опица, предпринятое Бодмером и Брейтингером (Цюрих, 1745), осталось неоконченным, не выдержав конкуренции с менее удовлетворительным изданием Триллера (Франкфурт, 1746). Избранные стихотворения Опица изд. Титтманн (Лейпциг, 1869) и Эстерли (в Kürschners’s «Deutsche Nationallitteratur», т. 27).
Памятник Опицу поставлен в Бунцлау в 1877 году.

## Сочинения
- Немецкая поэзия. Век Х - век ХХ. — М., 1979. — С. 181-193.
- Книга о немецкой поэзии // Литературные манифесты западноевропейских классицистов. — М., 1980.
- Gesammelte Werke. Kritische Ausgabe. Stuttg., 1968–1989. Bd 1–4.